# Selección femenina de baloncesto de Lituania
La Selección femenina de baloncesto de Lituania es un equipo formado por jugadoras de nacionalidad lituana que representa a Lituania en las competiciones internacionales organizadas por la Federación Internacional de Baloncesto (FIBA) o el Comité Olímpico Internacional (COI): los Juegos Olímpicos y Campeonato mundial de baloncesto especialmente.

## Resultados

### Juegos Olímpicos
| Baloncesto en los Juegos Olímpicos | Baloncesto en los Juegos Olímpicos | Baloncesto en los Juegos Olímpicos | Baloncesto en los Juegos Olímpicos | Baloncesto en los Juegos Olímpicos | Baloncesto en los Juegos Olímpicos |
| ---------------------------------- | ---------------------------------- | ---------------------------------- | ---------------------------------- | ---------------------------------- | ---------------------------------- |
| 1976–1988:                         | ver URSS                           | Barcelona 1992:                    | No clasificó                       | Atlanta 1996:                      | No clasificó                       |
| Sídney 2000:                       | No clasificó                       | Atenas 2004:                       | No clasificó                       | Pekín 2008:                        | No clasificó                       |
| Londres 2012:                      | No clasificó                       | Río 2016:                          | No clasificó                       | Tokio 2020:                        | No clasificó                       |
| París 2024:                        | No clasificó                       |                                    |                                    |                                    |                                    |

### Mundiales
| Copa Mundial de Baloncesto Femenino | Copa Mundial de Baloncesto Femenino | Copa Mundial de Baloncesto Femenino | Copa Mundial de Baloncesto Femenino | Copa Mundial de Baloncesto Femenino | Copa Mundial de Baloncesto Femenino |
| ----------------------------------- | ----------------------------------- | ----------------------------------- | ----------------------------------- | ----------------------------------- | ----------------------------------- |
| 1953–1990:                          | ver URSS                            | 1994:                               | No clasificó                        | 1998:                               | 6º                                  |
| 2002:                               | 11º                                 | 2006:                               | 6º                                  | 2010:                               | No clasificó                        |
| 2014:                               | No clasificó                        | 2018:                               | No clasificó                        | 2022:                               | No clasificó                        |
| 2026:                               |                                     |                                     |                                     |                                     |                                     |

### Eurobasket
| Campeonato Europeo de Baloncesto Femenino | Campeonato Europeo de Baloncesto Femenino | Campeonato Europeo de Baloncesto Femenino | Campeonato Europeo de Baloncesto Femenino | Campeonato Europeo de Baloncesto Femenino | Campeonato Europeo de Baloncesto Femenino |
| ----------------------------------------- | ----------------------------------------- | ----------------------------------------- | ----------------------------------------- | ----------------------------------------- | ----------------------------------------- |
| 1938:                                     | Medalla de plata                          | 1950–1993:                                | ver URSS                                  | 1995:                                     | 5º                                        |
| 1997:                                     | Medalla de oro                            | 1999:                                     | 6º                                        | 2001:                                     | 4º                                        |
| 2003:                                     | No clasificó                              | 2005:                                     | 4º                                        | 2007:                                     | 6º                                        |
| 2009:                                     | 9º                                        | 2011:                                     | 7º                                        | 2013:                                     | 13º                                       |
| 2015:                                     | 8º                                        | 2017:                                     | No clasificó                              | 2019:                                     | No clasificó                              |
| 2021:                                     | No clasificó                              | 2023:                                     | No clasificó                              | 2025:                                     | 8º                                        |
| 2027:                                     | ?                                         |                                           |                                           |                                           |                                           |